# Jens Görtz
Jens Görtz (* 28. August 1957 in Bremen) ist ein deutscher Politiker (SPD) und Abgeordneter der Bremischen Bürgerschaft.

## Biografie

### Ausbildung und Beruf
Von 1976 bis 1980 wurde Jens Görtz bei den Lloyd Dynamowerken in Bremen zum Werkzeugmacher ausgebildet. Nach Erlangung der Fachhochschulreife schloss er das Studium des Maschinenbaus an der Hochschule Bremen als Diplom-Ingenieur ab. Ein anschließendes Studium in Berlin beendete er mit dem Abschluss des Diplom-Wirtschaftsingenieurs. 1986 trat er in die Projektsteuerung des bremischen Werkes der Daimler-Benz AG ein. 1988 wechselte er in die Stabsstelle, Investitionskoordination und Controlling der technischen Planung und war dort für die wirtschaftliche und technische Prüfung und das Controlling von Investitionsprojekten im Werk zuständig.

### Politik
Jens Görtz ist seit 1976 Mitglied der SPD. Er war in unterschiedlichen Funktionen für seine Partei tätig, unter anderem drei Jahre Juso-Landesvorstand. Von 1982 bis 1984 war er Mitglied des AStA und des Akademischen Senats der Hochschule Bremen. Von 1978 bis 1983 war er Unterbezirksdelegierter der SPD und während dieser Zeit im Vorstand des Ortsvereins Osterholz-Ost. Ab 1990 war er erneut Unterbezirksdelegierter und erneut im Vorstand dieses Ortsvereins. Seit 1992 ist er Landesdelegierter und seit 1994 Vorsitzender des Ortsvereins Osterholz-Ost. Von 1990 bis 1995 war er Mitglied des Beirats beim Ortsamt Osterholz.
Er war Mitglied der Bremischen Bürgerschaft vom 25. Juni 1999 bis 7. Juni 2003. Zuletzt wurde er wieder seit dem 16. Juni 2003 Mitglied der Bremischen Bürgerschaft, zunächst nur der Stadtbürgerschaft, seit dem 24. Oktober 2003 auch der Bürgerschaft als Landtag. Zum Ende der Wahlperiode 2007 schied er aus dieser aus.
In der Bürgerschaft war er in den Betriebsausschüssen Musikschule Bremen, Stadtbibliothek Bremen und Bremer Volkshochschule und Entsorgung, sowie im Landesbeirat für Sport und im Petitions- und staatlichem Rechnungsprüfungsausschuss vertreten.
| Personendaten    | Personendaten                   |
| ---------------- | ------------------------------- |
| NAME             | Görtz, Jens                     |
| KURZBESCHREIBUNG | deutscher Politiker (SPD), MdBB |
| GEBURTSDATUM     | 28. August 1957                 |
| GEBURTSORT       | Bremen                          |